# 犬上川
犬上川（いぬかみがわ）は、滋賀県東部（湖東地域）を流れる淀川水系の一級河川。

## 地理

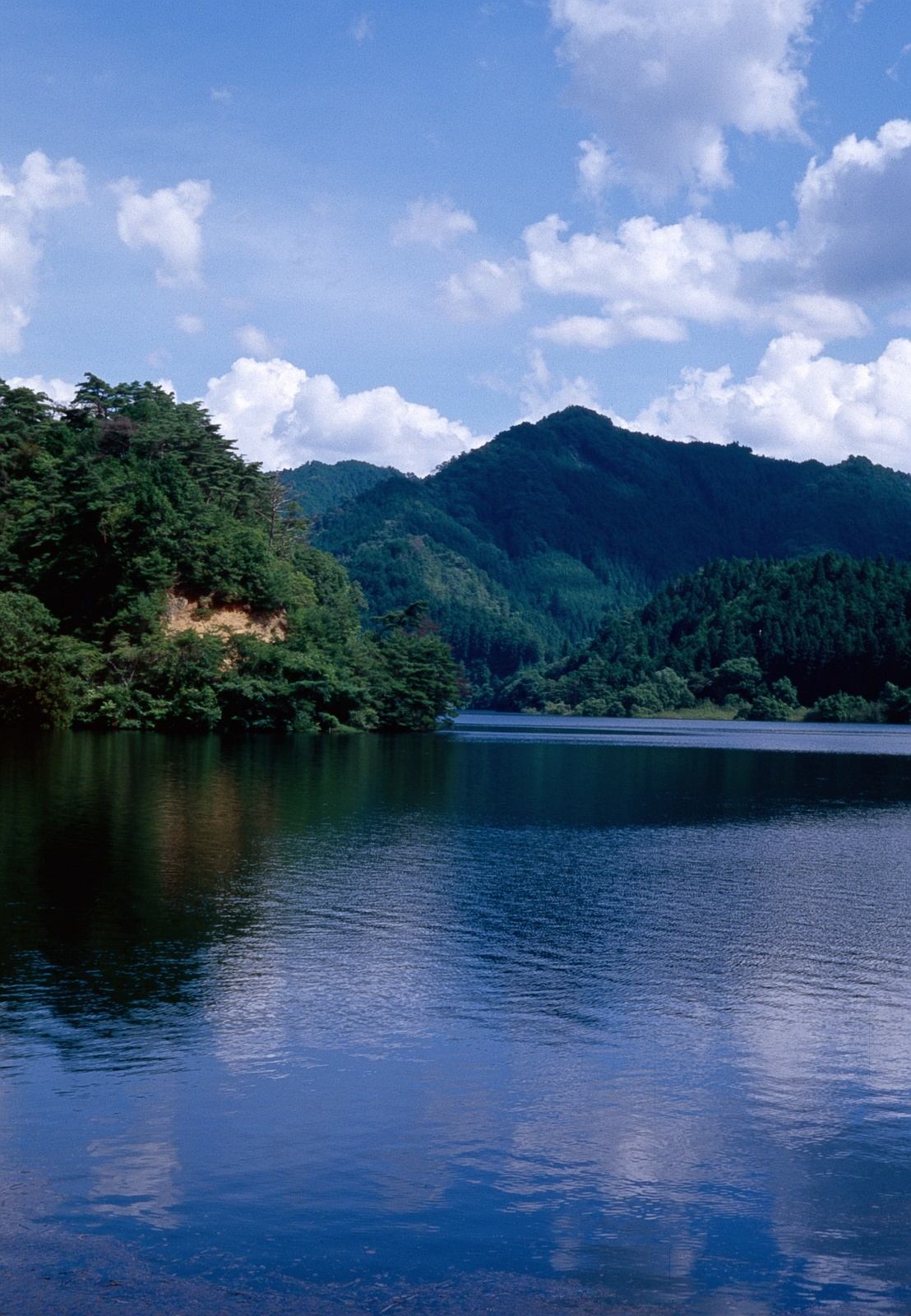
犬上川ダム（多賀町）

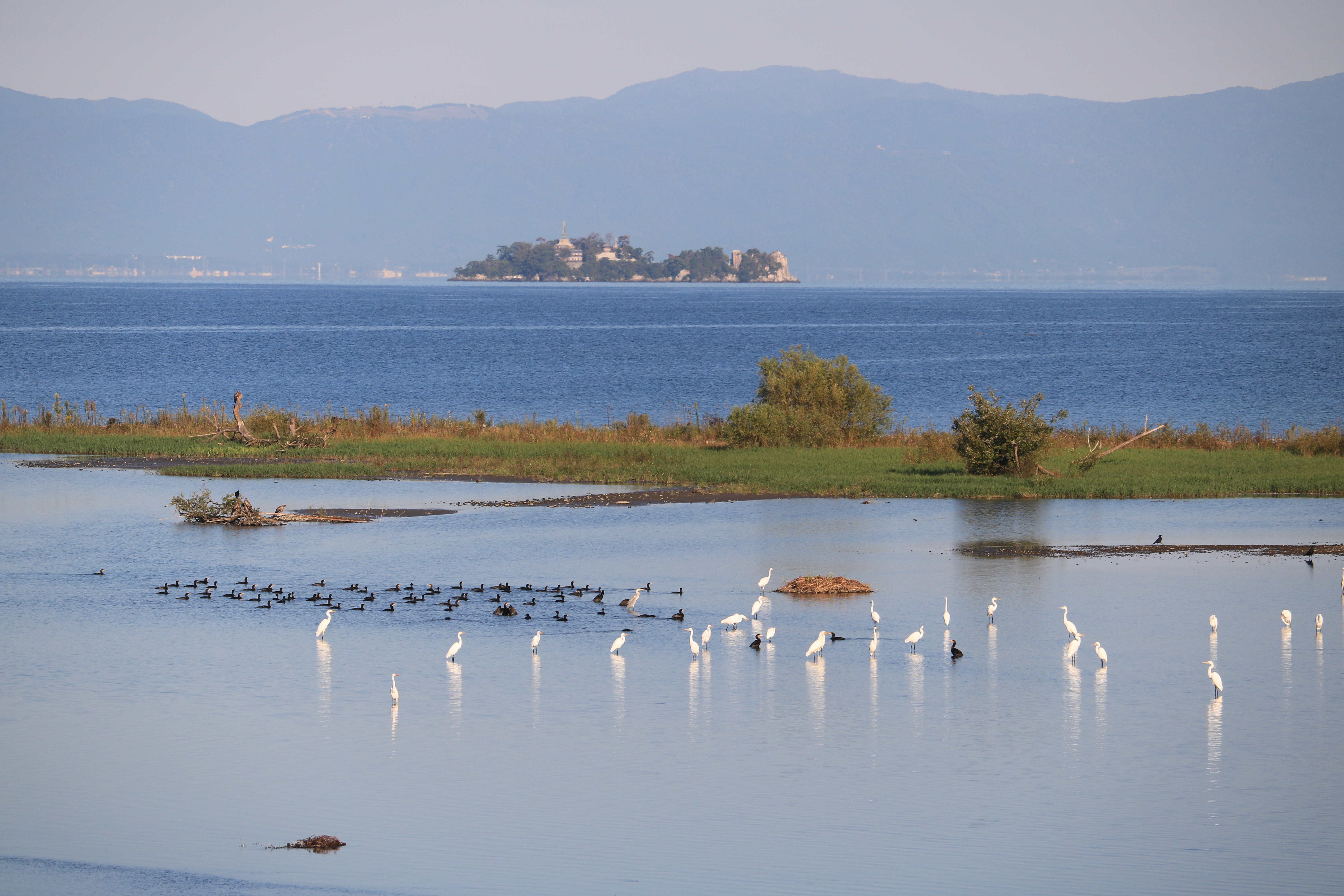
河口（彦根市）

鈴鹿山脈を源流とする北谷川（きたやがわ）と南谷川が、多賀町川相（かわない）で合流し、犬上川となる。名神高速道路と交差する付近で湖東平野に現れ北西流、中流域に扇状地を形成する。彦根市南郊をかすめて琵琶湖へ注ぐ。河口近くに滋賀県立大学がある。

## 流域の自治体
滋賀県
犬上郡多賀町、甲良町、彦根市

## 名所旧跡
- 西明寺（甲良町池寺） 湖東三山の一つ。